# Obertilliach
Obertilliach (Tilliago di Sopra o Cercenà in italiano) è un comune austriaco di 688 abitanti nel distretto di Lienz, in Tirolo. Stazione sciistica specializzata nello sci nordico, è attrezzata con uno stadio di biathlon che ha ospitato, tra l'altro, i Campionati mondiali juniores 2013.